# Marcelo Negrão
Marcelo Teles Negrão (São Paulo, 10 ottobre 1972) è un ex pallavolista ed ex giocatore di beach volley brasiliano.
Giocava nel ruolo di opposto.

## Palmarès

### Club
- Campionato brasiliano: 5

1989-90, 1990-91, 1991-92, 1995-96, 2002-03
- Campionato italiano: 1

1993-94
- Campionato Paulista: 3

1989, 1990, 1991
- Campionato sudamericano per club: 2

1991, 1992
- Coppa delle Coppe: 1

1993-94

### Nazionale (competizioni minori)
- Campionato mondiale under 19 1989
- Campionato mondiale under 21 1989
- Giochi panamericani 1991
- Giochi panamericani 1999

### Premi individuali
- 1989 - Campionato mondiale under 19: MVP
- 1991 - Coppa del Mondo: Sestetto ideale
- 1991 - Campionato mondiale per club: Miglior schiacciatore
- 1992 - World League: Miglior schiacciatore
- 1992 - Giochi della XXV Olimpiade: MVP
- 1992 - Giochi della XXV Olimpiade: Miglior schiacciatore
- 1993 - Grand Champions Cup: Miglior servizio
- 1993 - Grand Champions Cup: Sestetto ideale
- 1994 - Campionato mondiale: Miglior servizio
- 1996 - Superliga Brasiliana: Miglior attaccante